# آنا بوغ
آنا بوغ (بالنرويجية البوكمول: Anna Bugge Wicksell)‏ (بالسويدية: Anna Bugge-Wicksell)‏ هي قانونية وسفرجات ودبلوماسية نرويجية وسويدية، ولدت في 1862 في إغرسوند في النرويج، وتوفيت في 1928 في ستوكهولم في السويد.